# Огановский, Николай Петрович
Николай Петрович Огановский (1 ноября (13 ноября) 1874, Вильно — 1938 Уфа) — российский экономист-аграрник, экономист-географ, статистик и политический деятель. Автор трудов по аграрным проблемам, в которых выступал как сторонник теории устойчивости мелкого крестьянского хозяйства, некапиталистического характера аграрной революции. Согласно его концепции, поступательный ход аграрной революции вёл к децентрализации производства и полной победе мелкого крестьянского хозяйства.

## Биография
Отец — Пётр Иванович Огановский, офицер Генерального штаба.
Николай Огановский учился в Киевском кадетском корпусе. Окончил историко-филологический факультет Санкт-Петербургского университета (1897).
Служил секретарём областного и войскового статистического комитета Уральского областного правления, чиновником особых поручений при военном губернаторе области. В 1901—1902 работал в статистическом бюро Воронежского земства, затем проводил обследование общины по земским материалам тридцати губерний России. В 1903—1904 вновь служил в Уральске, в 1905 вышел в отставку.
Придерживался народнических взглядов, во время революции 1905—1907 участвовал в создании Всероссийского крестьянского союза. Был редактором-издателем газет «Голос деревни» и «Народный листок» (Саратов, 1906), дважды привлекался к суду. Публиковал брошюры по аграрному вопросу, экономике и политики, сторонник сохранения крестьянской общины и её адаптации к новым экономическим условиям, критик столыпинской аграрной реформы с народнических позиций. Работал в Вольном экономическом обществе, за научные исследования был удостоен ряда премий. Автор труда «Закономерность аграрной эволюции» (ч. 1 — 3, Саратов — М., 1909—1914).
В 1910 арестован по обвинению к принадлежности к Партии социалистов-революционеров, но затем освобождён за отсутствием улик. В 1908—1912 — заведующий библиотекой, в 1914—1916 — приват-доцент кафедры политической экономии Московского коммерческого института. Публиковал работы в журналах «Русское Богатство», «Заветы» и других, в книгоиздательском товариществе «Задруга», был редактором журнала «Новый колос» (1916). В 1915—1916 — заведующий статистическим бюро Всероссийского земского союза. Сотрудничал с Трудовой группой в Государственной думе, был близок к Народно-социалистической партии (НСП), был сторонником сотрудничества с левыми кадетами.

### Деятельность в 1917
После Февральской революции 1917 вошёл в состав организационного комитета НСП, участвовал в деятельности Всероссийского крестьянского союза. Был редактором газеты «Крестьянский союз». Участвовал в разработке проекта аграрной реформы. С апреля 1917 — член Главного земельного комитета Исполкома Всероссийского съезда крестьянских депутатов, член распорядительного комитета Лиги аграрных реформ, входил в состав редколлегии газеты «Народное слово» (органа НСП). С мая 1917 — член исполкома Всероссийского совета крестьянских депутатов. Сторонник ликвидации частной собственности на землю и её передачи в общенародное достояние, противник самовольных захватов земель, которые могли бы помешать наделению ими нуждающихся малоземельных крестьян. Считал, что основную роль в справедливом разрешении земельного вопроса должна играть сильная и авторитетная местная власть. Первоначально полагал, что соответствующее законодательство должно принять Учредительное собрание, но уже в июле выступал за скорейшее узаконение земельных отношений, чтобы избежать анархии.
В июне 1917 был избран членом Центрального комитета Трудовой народно-социалистической партии (ТНСП), созданной в результате слияния НСП и Трудовой группы. Автор проекта аграрной части программы партии, включавшего в себя создание национального земельного фонда, из которого должны наделяться землёй безземельные и малоземельные крестьяне. Полагал, что в распоряжении государства должны оставаться «лесные угодья, хозяйства заводского типа, имения с высокоинтенсивной культурой, племенные питомники, семенные хозяйства». Предлагал принимать меры для того, чтобы избежать концентрации земель в одних руках сверх пределов трудовой нормы. Как сторонник уравнительного землепользования, находился левее многих деятелей ТНСП и сблизился с эсерами.
В сентябре 1917 участвовал во Всероссийском демократическом совещании, член Всероссийского демократического совета, затем вошёл в состав Временного совета Российской республики (Предпарламента). В сентябре 1917 вышел из состава ТНСП и присоединился к Партии социалистов-революционеров, от которой в ноябре был избран членом Учредительного собрания.

### Во время гражданской войны
После прихода к власти большевиков находился в оппозиции к новому режиму. Сотрудничал в газете «Земля и Воля» (органе московской организации эсеров), печатался в журнале «Мирское дело» (1918), читал лекции по аграрным проблемам в Московском университете. Летом 1918 уехал в Поволжье, сотрудничал с Комитетом членов Учредительного собрания (Комучем), в сентябре 1918 участвовал в Государственном совещании в Уфе, стал товарищем министра земледелия в правительстве Директории. Подал в отставку 21 ноября 1918, после роспуска Директории и установления диктатуры адмирала Александра Колчака, затем работал в кооперации. В июне 1919 стал председателем земельной комиссии Государственного экономического совещания, вновь выступал в качестве сторонника аграрной реформы, однако уже в сентябре того же года был арестован колчаковскими властями в Томске по обвинению в противоправительственной деятельности.

### В советское время
В 1918—1920 — заведовал экономическим отделом Сибцентросоюза.
Был профессором Омского сельскохозяйственного института и Томского университета. В 1921 возглавил экспедицию в Рудный Алтай (ныне в Казахстане), по итогам которой опубликовал работу «Южный Алтай. Как можно использовать его богатства», в которой на основании полевых исследований предложил план развития производительных сил региона.
С сентября 1921 жил в Москве, работал в Народном комиссариате земледелия.
В 1921—1924 — заведующий статистическим отделом Наркомзема, входил в особое экономическое совещание Наркомзема.
Был профессором экономической географии в 1-м Московском государственном университете, Московском институте народного хозяйства имени Г. В. Плеханова, в Московском промышленно-экономическом институте имени А. И. Рыкова.
6 мая 1922 года опубликовал в газете «Сельскохозяйственная жизнь» статью «Десница и шуйца (системы натурналога)», в которой выступил с критикой декрета ВЦИК и СНК «Об едином натуральном налоге на предметы сельского хозяйства на 1922—23 гг.» от 17 марта 1922 года. Позиция газеты вызвала протест со стороны Наркомпрода, после чего, по ознакомлении со всем номером «Сельскохозяйственной жизни» В. И. Ленин написал письмо Н. Осинскому:

По-моему, надо сместить редактора «Сельскохозяйственной Жизни», а Вайнштейна и Огановского взять под особый надзор. Таков мой вывод после прочтения «Сельскохозяйственной Жизни» № 34 (75). Покажите это письмо строго секретно тт. Яковенко и Теодоровичу (последний сугубо виновен) и верните мне с добавлением сведений о редакторе А. Н. Моросанове (?) и двух других поподробнее. Их стаж и т. п. поподробнее. Вероятно, это правые эсеры, жертвой которых вы трое «пали». Какие меры вы трое принимаете, чтобы это не могло повториться?
— Ленин В. И. Письмо Н. Осинскому 16 мая 1922 года
В октябре 1922 был арестован, коллегия ГПУ постановила выслать его за границу на три года, однако он был освобождён по ходатайству Наркомзема и 1-го МГУ.
Участвовал в подготовке «Генерального плана Наркомзема на 1921—1922 гг.», одобренного 23 ноября 1921 г. на объединенном заседании президиума Госплана с сельскохозяйственной секцией Госплана.
Автор работ по экономической географии. Участвовал в разработке 1-го перспективного плана развития сельского хозяйства СССР на 1923/24 — 1927/28 (так называемой «пятилетки Кондратьева»), сторонник сбалансированного экономического роста, противник слишком высоких темпов индустриализации.
Был арестован и в марте 1931 приговорён коллегией ОГПУ к пяти годам лишения свободы. В 1933 на оставшийся срок был выслан в Башкирию, после освобождения из ссылки в 1935 остался жить в Уфе.
Реабилитирован в 1989 г.

## Семья
В 1920-1930-е годы Николай Петрович был женат на Софье Борисовне Кафенгауз, сестре Льва и Бернгарда Кафенгаузов.

## Труды
- Закономерность аграрной эволюции. Ч. 1 — 3, Саратов — М., 1909—1914.
- Откуда пошла крестьянская земельная нужда (История земельного вопроса со второй половины XVIII в.), 2-е издание. М., 1917.
- Революция наоборот (Разрушение общины) Архивная копия от 4 декабря 2020 на Wayback Machine, П., 1917.
- Аграрный вопрос и кооперация. М., 1917.
- Война и земельная кооперация. Архивная копия от 4 декабря 2020 на Wayback Machine П.-М., 1917
- Земельный вопрос и земельная политика, 2 издание. М., 1917.
- Огановский Н. Дневник члена Учредительного Собрания / Н.Огановский // Голос минувшего. — 1918. — № 4 — 6. — С.143 — 172.
- Народное хозяйство Сибири. Омск, 1921.
- Южный Алтай. Как можно использовать его богатства. М., 1922.
- Народное хозяйство СССР в связи с мировым. М., 1925.
- Популярные очерки экономической географии СССР в связи с мировой. М., 1926.
- Перспективы развития сельского хозяйства СССР / Совместно с Н. Д. Кондратьевым. М.: Новая деревня, 1924. — [13] + 173 с.: табл., диагр. — (РСФСР. НКЗ. Тр. Земплана, Вып.1).